# Eveline (gruppo musicale)
Eveline è una band di alternative rock proveniente da Bologna, Italia.

## Storia del gruppo
Eveline è una band composta da quattro elementi (d.m./g.c./l.x./t.o.). Fu fondata nel 2000, a Bologna.
Nell'arco di tempo tra il 2001 ed il 2005, dopo svariati cambi di formazione, pubblica 2 e.p. autoprodotti ("oh my friend please call me 'cause my world is full of joy" / "the jeffy j.jeff's e.p."), ed un full length album, "happy birthday, eveline!!!".
La band viene immediatamente accolta positivamente, per la capacità di riassumere in sé una particolare miscela di jazz, elettronica, indie rock e psichedelia.
I molteplici pareri positivi della critica specializzata ed il buon successo di pubblico gli valgono un accordo discografico con la label tedesca Sopot int. Records, che nel 2007 lancia eveline in Europa, permettendole di esibirsi su alcuni tra i migliori palchi underground del vecchio continente.
Durante il tour europeo a promozione della release, la band viene contattata dall'etichetta inglese Sonic Vista Recordings, intenzionata a produrre il suo secondo album, "waking up before dawn". Nell'estate del 2008 il gruppo ottiene una serie di entusiastici commenti dalla critica inglese, tedesca ed italiana, confermandosi non solo come una tra le band più interessanti del panorama underground italiano, ma anche come progetto in grado di esportare le proprie sonorità ben oltre i confini del proprio territorio originario. Nel marzo del 2011, dopo tre anni di silenzio, la band fa confluire 8 nuovi e complessi brani sotto la sigla αω. Il nuovo album viene realizzato da quattro etichette discografiche, alla mancuniana Sonic Vista si aggiungono Urtovox (Ita), Locomotiv Records (Ita) e Borowka Music (De/Pl). Nel maggio 2011 αω esce in formato vinile 12" per Woodworm (Ita) e Locomotiv Records (Ita).

## Formazione
- l.x. - chitarre, elettronica
- d.m. - sintetizzatori, piano, elettronica, voce
- g.c. - basso
- t.o. - percussioni, batteria

## Album
- Oh my friend please call me, 'cause my world is full of joy (e.p. 2001 autoproduzione)
- The Jeffy j. Jeff's e.p. (e.p. 2003 autoproduzione)
- Happy birthday, eveline!!! (l.p. 2005 shyrec / 2007 sopot.int)
- Waking up before dawn (l.p. 2008 sonic vista recordings)
- αω (l.p. 2011 sonic vista recordings/urtovox/locomotiv records/borowka music -  vinile 12" Woodworm /locomotiv records)